# کومسومولسکویه (داغستان)
کومسومولسکویه (به لاتین: Komsomolskoye) یک منطقهٔ مسکونی در روسیه است که در داغستان واقع شده‌است.